# Круш (Польща)
Круш (пол. Krusz) — село в Польщі, у гміні Гліноєцьк Цехановського повіту Мазовецького воєводства.
У 1975-1998 роках село належало до Цехановського воєводства.